# Harald Eliasch
Harald Martin Eliasch, född den 16 juni 1923 i Stockholm, död den 23 juli 2003 i Djursholm, var en svensk läkare. Han var far till Johan Eliasch.
Eliasch avlade medicine licentiatexamen vid Karolinska institutet 1949. Han promoverades till medicine doktor 1952, var research fellow vid University of Southern California 1953–1954 och blev docent i medicin vid Karolinska institutet 1956. Eliasch var underläkare vid Sankt Eriks sjukhus 1949–1958, biträdande överläkare vid Serafimerlasarettet 1959–1966, överläkare vid medicinska kliniken på Sankt Görans sjukhus 1967–1988 och flygläkare 1957–1998. Han var sekreterare och ordförande i Svenska cardiologföreningen 1957–1975, ledamot av styrelsen och vetenskapliga nämnden i Hjärt-Lungfonden 1976–1988, ordförande i Clas Groschinskys minnesfond 1988–1998 och huvudman i Svenska nationalföreningen mot hjärt- och lungsjukdomar. Eliasch var ledamot av British Cardiac Society och fellow av American College of Cardiology. Han publicerade skrifter om hjärtsjukdomar. Eliasch vilar på Djursholms begravningsplats.